# سیارک ۱۵۰۰۸
سیارک ۱۵۰۰۸ (به انگلیسی: 15008 Delahodde، نامگذاری:1998QO6) پانزده هزار و هشتمین سیارک کشف شده‌است که در ۲۴ اوت ۱۹۹۸ کشف شد.
قدر مطلق سیارک برابر ۱۴.۱ است.